# Fontannes
Fontannes là một xã thuộc tỉnh Haute-Loire nam trung bộ nước Pháp. Xã Fontannes nằm ở khu vực có độ cao trung bình 425 mét trên mực nước biển.
Dân số theo điều tra dân số năm 2005 của INSEE là 1069 người. Xã có diện tích 9,77 km2.
Sông Senouire tạo thành một phần ranh giới phía nam, sau đó chảy vào sông Allier, sông tạo thành ranh giới phía tây.